# Ardisia solanacea
Ardisia solanacea  là một loài thực vật có hoa trong họ Anh thảo. Loài này được (Poir.) Roxb. mô tả khoa học đầu tiên năm 1795.

## Hình ảnh

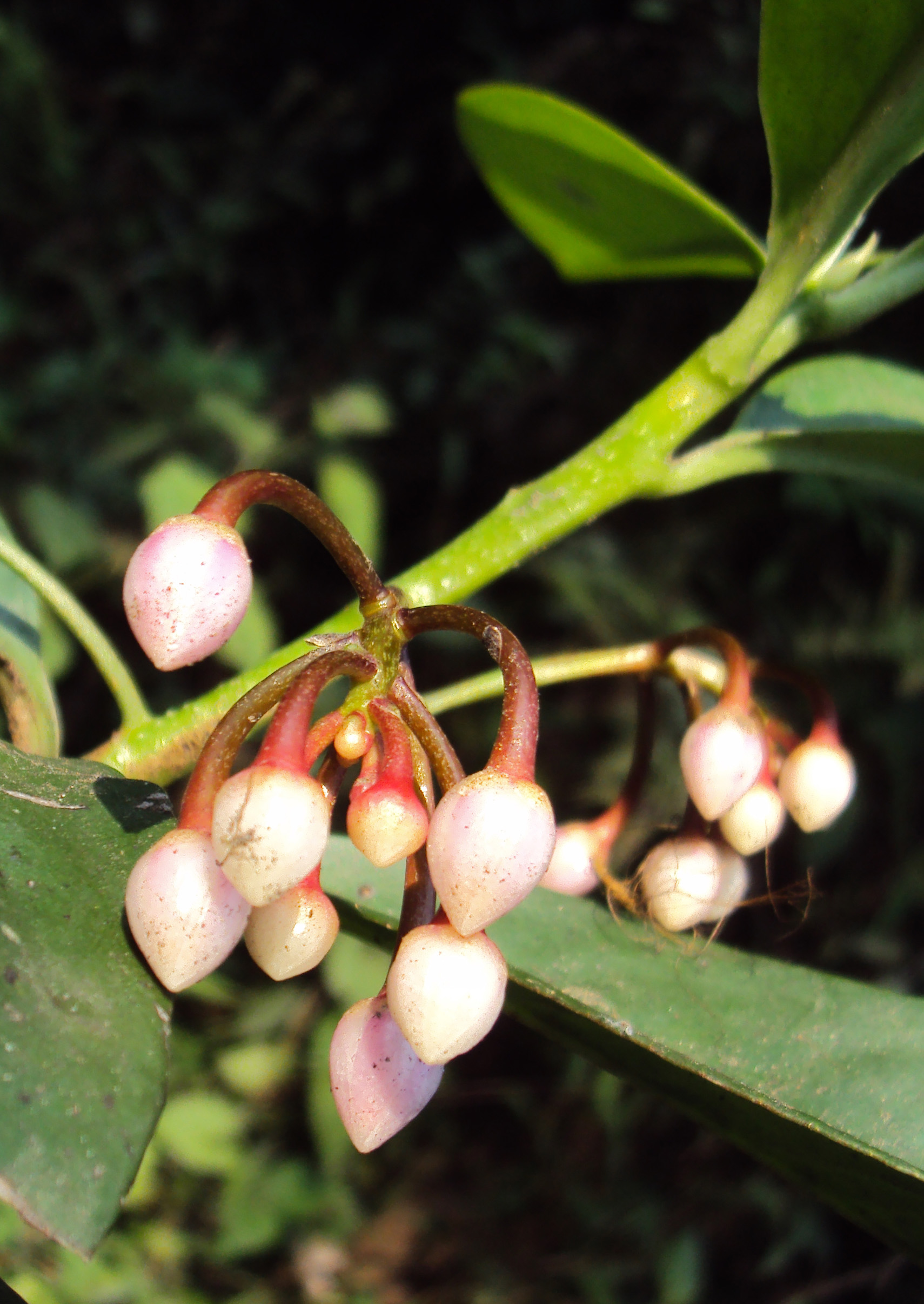
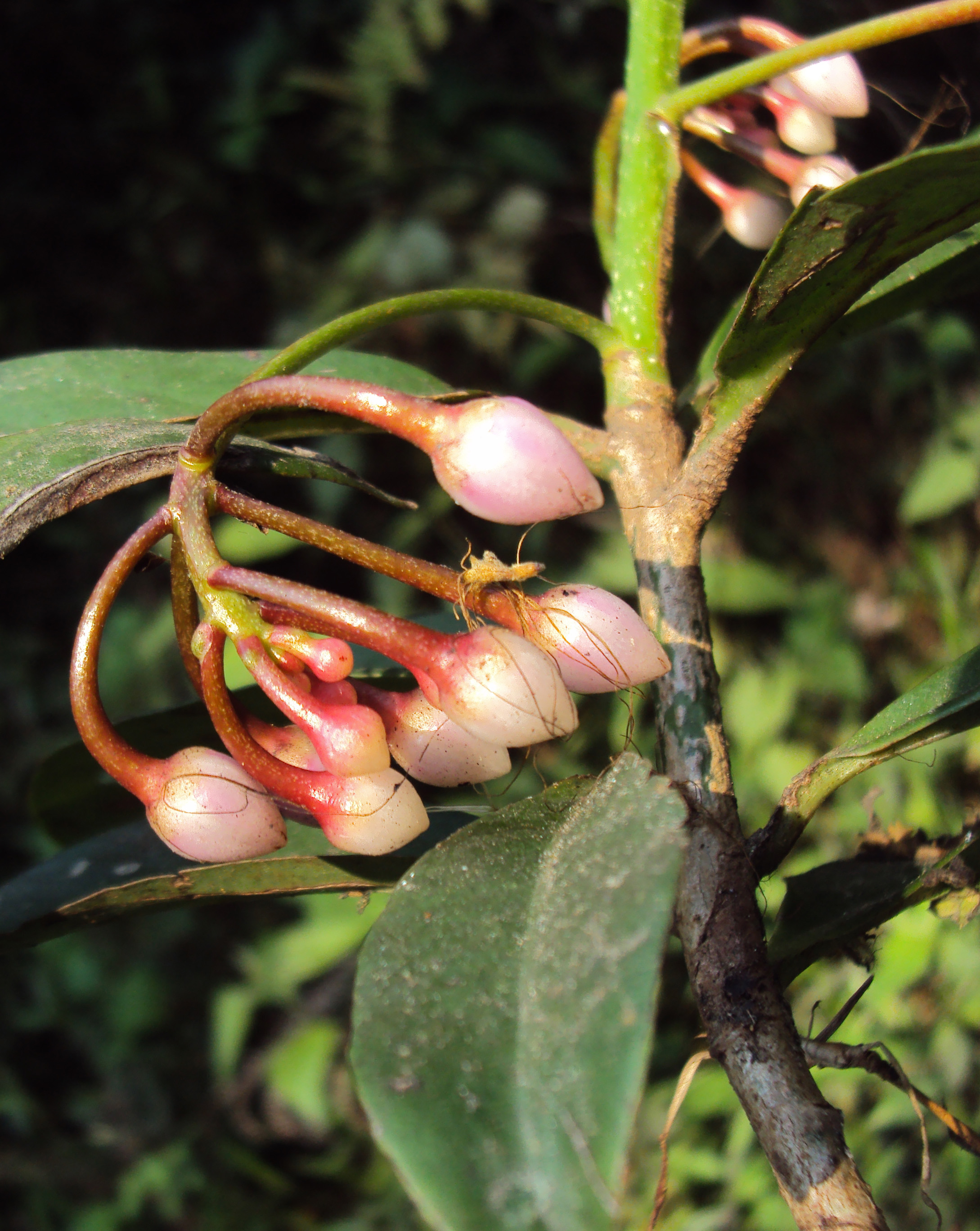
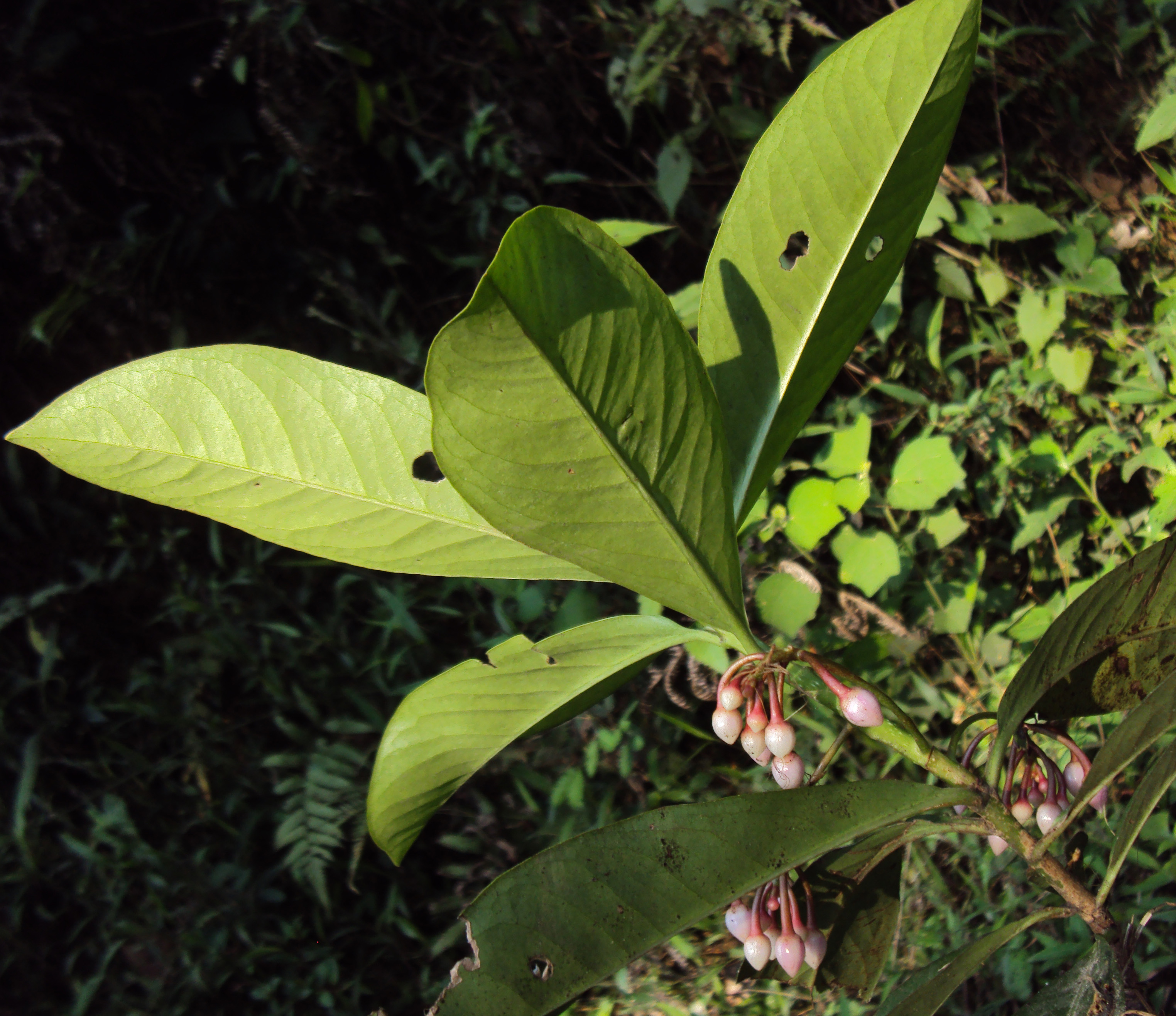
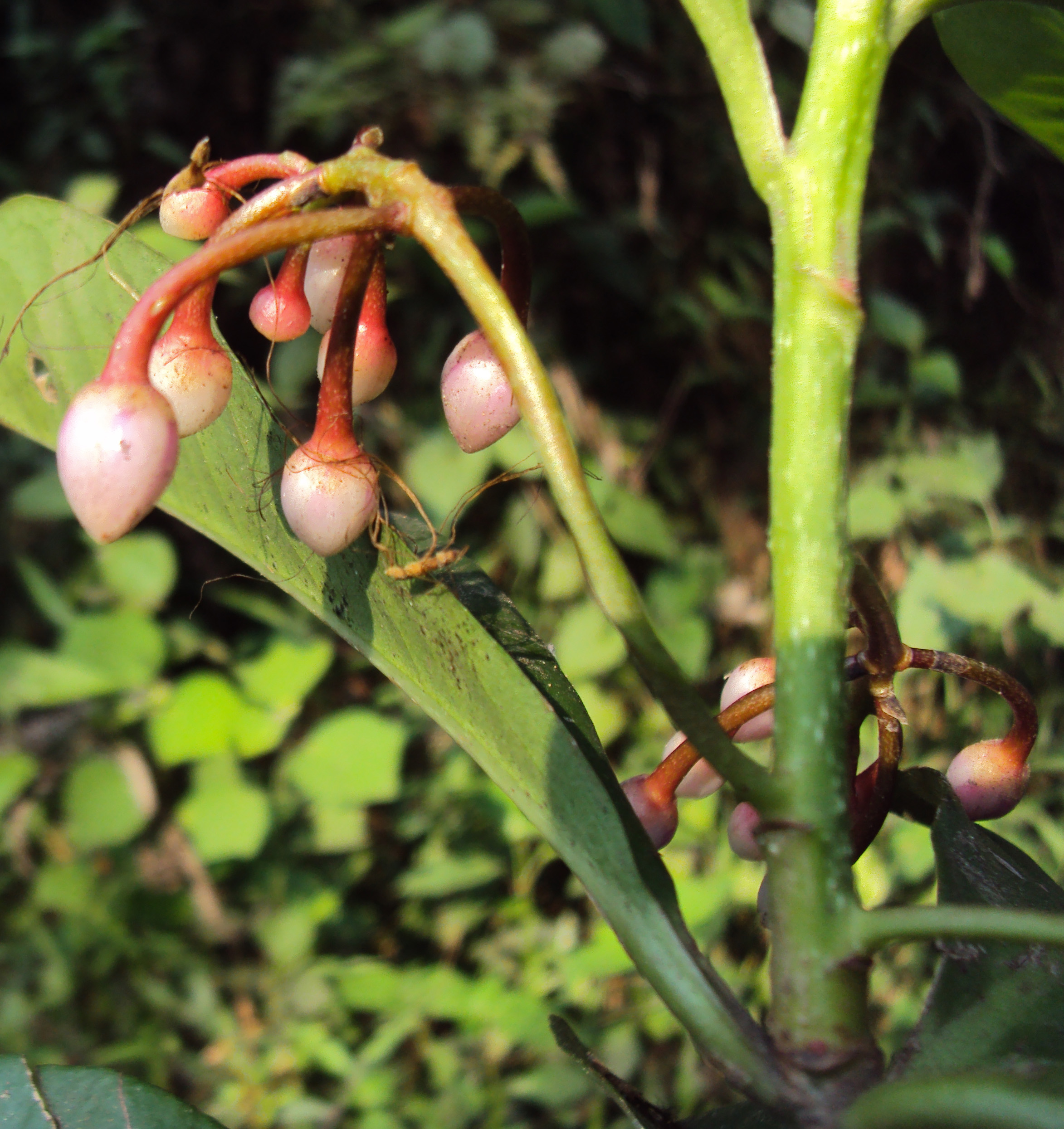